# 西阿尔西地区

埃塞俄比亚地图

西阿尔西地区（英语：West Arsi Zone，奥罗莫语：Arsii Lixaa/Dhihaa，阿姆哈拉语：Mirab Arsi）是埃塞俄比亚奥罗米亚州的20个地区之一。
根据埃塞俄比亚中央统计局2007年进行的人口普查，该区总人口为1964038人，其中男性973743人，妇女990295人。272,084或13.85%的人口是城市居民。该区共计有387143户家庭，平均每户5.01人，住房单位369533户。据报道，当地最大的两个民族是奥罗莫族（88.52%）和阿姆哈拉族（3.98%）；所有其他族裔群体占人口的7.5%。大多数居民是穆斯林，80.34%的人口信仰伊斯兰教，11.04%的人口信仰埃塞俄比亚正教，7.02%的人声称信奉新教。